# Абагар
Абагар је прва штампана књига на новобугарском језику. Штампана на ћирилици и илирски језик (jужнословенски). Фонт носи ознаке босанчице. 
Написана је и објављена у Риму 6. маја 1651. године од стране будућег католичког бискупа Филипа Станиславова у част легендарног цара Авгара V. Књига је молитва за потребе католичке цркве у Бугарској. Од Абагара данас је сачувано 17 примерака, од којих је један у Бугарској, у Националној библиотеци „Св. Кирил и Методиј”. 
Књига означава почетак стварања католичке књижевности током католичке пропаганде у бугарским земљама. 16 година након штампања, написана је прва „Историја Бугарске” од Петар Богдан. 
28. новембра 1670. године у Венецији, Никола Глики из Jањине купио је штампарску машину из Орсино Албрици. Ова штампарија ће постати власништво Димитрије Теодосије из Јањина, у коме су штампане прве књиге цивилног писма у 18. веку. 